# Coppa Agostoni 2000
La Coppa Agostoni 2000, cinquantaquattresima edizione della corsa, si svolse il 16 agosto 2000 su un percorso di 197 km. La vittoria fu appannaggio del tedesco Jan Ullrich, che completò il percorso in 4h51'50", precedendo gli italiani Denis Lunghi e Filippo Simeoni.

## Ordine d'arrivo (Top 10)
| Pos. | Corridore          | Squadra                   | Tempo    |
| ---- | ------------------ | ------------------------- | -------- |
| 1    | Jan Ullrich        | Team Deutsche Telekom     | 4h51'50" |
| 2    | Denis Lunghi       | Team Colpack              | s.t.     |
| 3    | Filippo Simeoni    | Amica Chips-Tacconi Sport | s.t.     |
| 4    | Oscar Pozzi        | Amica Chips-Tacconi Sport | a 14"    |
| 5    | Laurent Dufaux     | Saeco-Valli & Valli       | s.t.     |
| 6    | Gianluca Tonetti   | Aguardiente Néctar        | s.t.     |
| 7    | Gabriele Missaglia | Lampre-Daikin             | a 46"    |
| 8    | Ivan Gotti         | Team Polti                | s.t.     |
| 9    | Gerrit Glomser     | Ceramica Panaria-Gaerne   | a 4'12"  |
| 10   | Stefano Garzelli   | Mercatone Uno-Albacom     | s.t.     |